# 鐘ケ坂峠
鐘ケ坂峠（かねがさかとうげ）は、兵庫県丹波市柏原町と丹波篠山市の境にある峠。国道176号が通っている。

## 概略

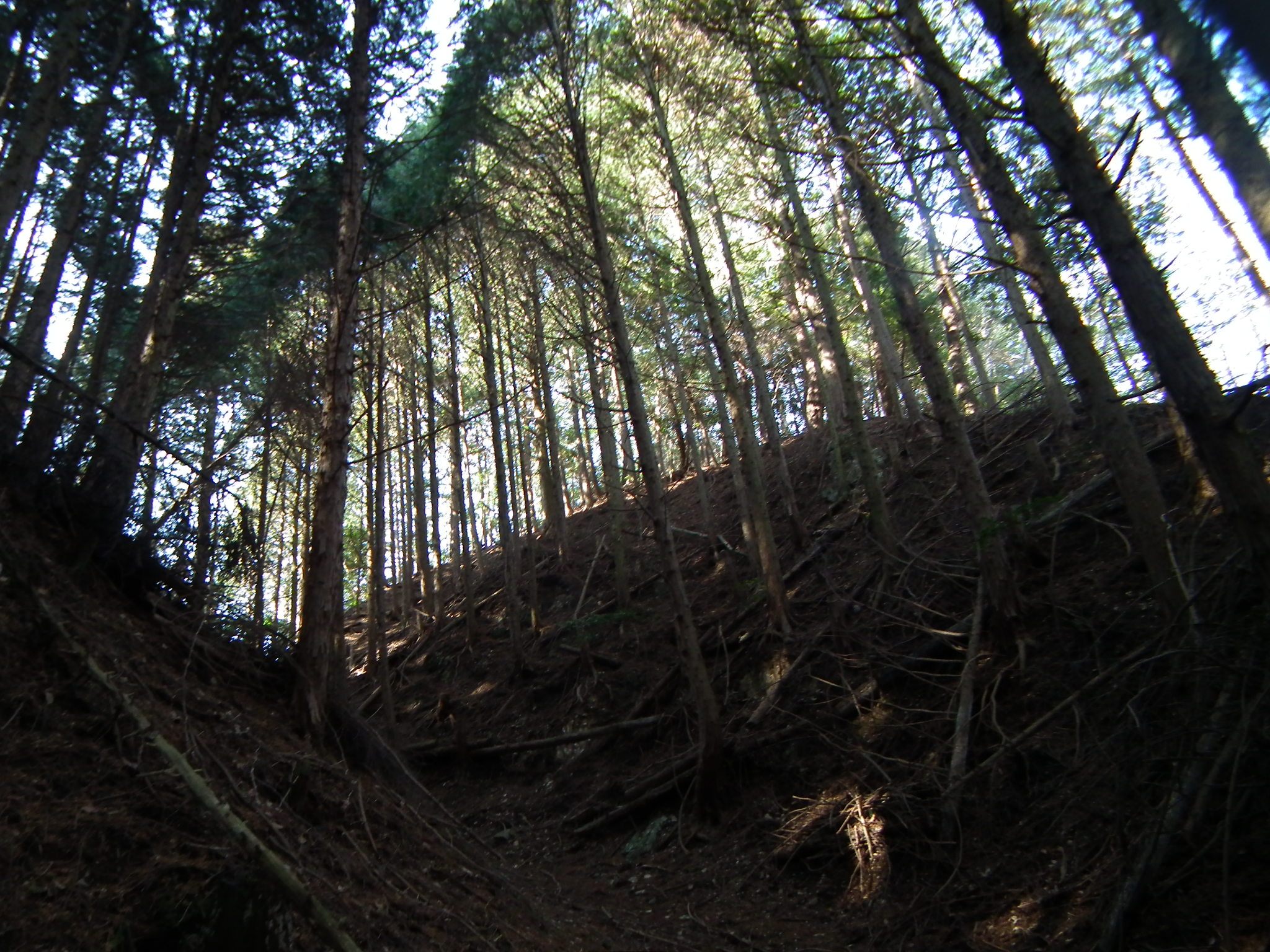
金山山腹に残る古道の本来の鐘ケ坂峠

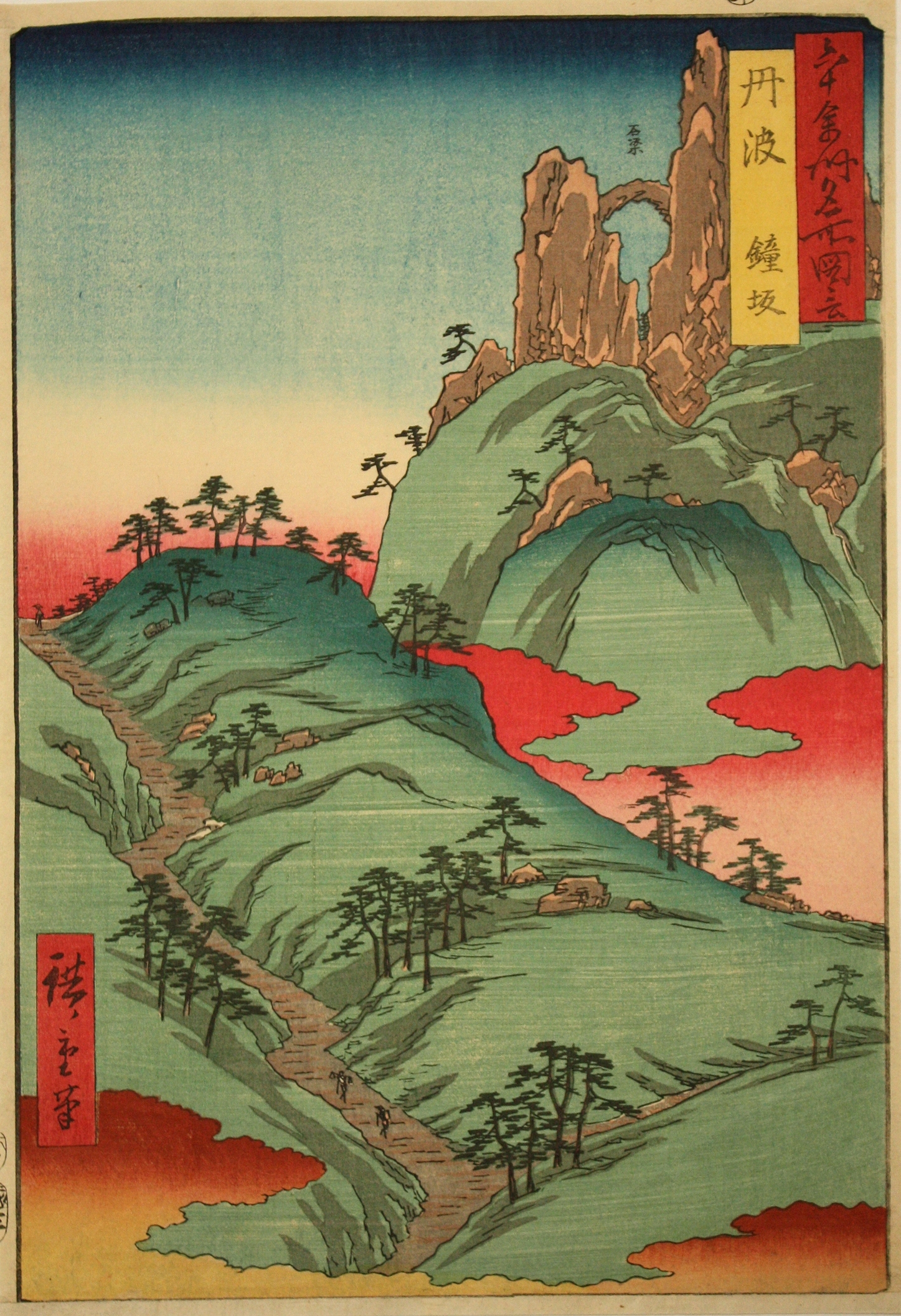
歌川広重の描いた鐘坂

地名の由来は定かではないが、民話的伝承ではこの周辺を荒らしまわっていた鬼を退散させるため、この地に鬼が嫌う音色を出すという梵鐘を設けたからであると伝えられている。
古くは「鐘坂」とも表記され、古来より京阪神間から丹波を経て但馬、丹後地方に抜ける際の交通の難所として知られていた。
このため明治期以降たびたびトンネル工事が行われ、現在は3代目の鐘ケ坂トンネルが稼働中。